# Cäcuber
Der Cäcuber (lateinisch Caecubum, altgriechisch Kaikoubos) war ein äußerst hochwertiger antiker Rotwein, der auf dem „Caecubus ager“, einer sumpfigen Ebene in Latium am Küstensee von Fundi (lateinisch lacus Fundanus) nicht weit von der Stadt Tarracina angebaut und im gesamten Römischen Reich konsumiert wurde. Auf den lockeren Vulkantuff-Böden dieses latischen Anbaugebietes gediehen die Reben des Cäcubers vorzüglich. Die römischen Dichter Horaz (in den Oden) und später Martial rühmten diesen Wein in höchsten Tönen. Nero ließ im Anbaugebiet des Cäcuber einen Kanal bauen, um den in der Nähe vermuteten Schatz der Dido abtransportieren zu können. So wurde das sumpfige Weinbaugebiet entwässert und schließlich vollkommen zerstört. Der Cäcuber verschwand zunächst vollends aus dem Angebot. Der Name erhielt sich aber wohl als generelle Bezeichnung eines edlen Weines. Zu Martials Zeit wurde dann ein edler Cäcuber in den Keltern der griechischen Stadt Amyklae imitiert, produziert und an die Weingenießer geliefert.